# Aphaenina cicatricosa
Aphaenina cicatricosa är en insektsart som först beskrevs av Ernst Friedrich Germar 1830.  Aphaenina cicatricosa ingår i släktet Aphaenina och familjen lyktstritar. Inga underarter finns listade i Catalogue of Life.